# Ilobu
Ilobu è una città della Nigeria, situata nello Stato di Osun.